# Bulbophyllum cumingii
Bulbophyllum cumingii là một loài phong lan thuộc chi Bulbophyllum.